# 1459
1459 (MCDLIX) a fost un an comun al calendarului iulian, care a început într-o zi de luni.

## Evenimente
- 20 septembrie: Bucureștiul este atestat documentar într-un act emis de Vlad Țepeș, domn al Țării Românești, prin care se întărește o moșie unor boieri.

## Nașteri
- 27 decembrie: Regele Ioan Albert al Poloniei (d. 1501)
- Neagoe Basarab, domn al Țării Românești (1512-1521), (d. 1521)

## Decese
- 3 mai: Eric de Pomerania  (n. 1381)
- 30 octombrie: Poggio Bracciolini  (n. 1380)
- 3 martie: Ausiàs March  (n. 1397)
- dată necunoscută: Mihai Szilágyi  (n. 1400)
- mai: Giovanni Aurispa  (n. 1376)